# فیل ماسینگا
فیل ماسینگا (انگلیسی: Phil Masinga; ۲۸ ژوئن ۱۹۶۹ – ۱۳ ژانویهٔ ۲۰۱۹) بازیکن و مربی فوتبال اهل آفریقای جنوبی بود.
از باشگاه‌هایی که در آن بازی کرده‌است می‌توان به باشگاه فوتبال ماملودی سانداونز، باشگاه فوتبال لیدز یونایتد، باشگاه فوتبال سنت گالن، باشگاه فوتبال الوحده امارات، باشگاه فوتبال کایزر چیفس، باشگاه فوتبال باری، و باشگاه فوتبال سالرنیتانا اشاره کرد.
وی همچنین در تیم ملی فوتبال آفریقای جنوبی بازی کرده‌است.